# Barnell Bohusk
Barnell Bohusk es un personaje de Marvel Comics. Fue creado por Grant Morrison y Ethan Van Sciver en el número 117 de (New) X-Men en octubre de 2001. Durante su etapa con los X-men y los Exiliados utilizaba el nombre código Beak (en España Pico) y mientras formó parte de los New Warriors utilizó el nombre y el traje de Blackwing

## Biografía ficticia

### Origen
Nacido en Róterdam, Países Bajos, Beak comenzó a desarrollar sus poderes en la pubertad. Su cuerpo se transformó en el de una forma de ave humanoide, con una cara aguileña, ojos saltones, brazos con alas que le dan la capacidad de volar (aunque torpemente), garras en las manos y los pies y doble articulación en las rodillas. También posee mayor agilidad, y pueden tener sentidos intensificados y una ligera estructura esquelética aviar. Sintiéndose asqueado y avergonzado por su apariencia, Beak huyó de su casa y se escondió. Él le dice a Bestia que su apodo se originó a partir de otros adolescentes en Róterdam, cuando se encontraba escondido detrás de los barriles de cerveza.

### Instituto Xavier
Después de que el Instituto Xavier de Aprendizaje Superior reveló públicamente que la escuela era un campo de entrenamiento y santuario para los mutantes, Beak viajó a los Estados Unidos y se matriculó allí. Allí, Bestia le ayudó con sus poderes. Trágicamente, nunca la relación incipiente entre Bestia y Beak tuvo la oportunidad de desarrollarse plenamente debido a las malas intenciones de Cassandra Nova. Mientras que estaba dentro del cuerpo del Profesor X, Cassandra Nova tomó el control de la mente de Beak. Luego le ordenó que atacara a Bestia casi hasta matarlo con un bate de béisbol de titanio, que tenía la intención de dar como regalo a Bestia como una muestra de gratitud.
Beak sería puesto bajo custodia temporal en el Instituto, hasta que se desató la batalla contra Cassandra Nova. Beak fue liberado por la alumna Angel Salvadore y la ayudó a ella y a las Stepford Cuckoos en el combate contra Nova.
Más tarde, Beak se enamoró de Ángel Salvadore. Aunque originalmente Ángel comenzó la relación en una apuesta, más tarde se enamoró de él también. Dormían juntos, y Ángel se embarazó. Ante el temor de que los X-Men los echaran, y lo que sus bebés serían como consecuencia de sus respectivas mutaciones, los hizo caer en pánico. Ángel se había hecho cargo vieja choza de Wolverine y puso seis huevos que eclosionaron en bebés sanos con alas. Los X-men recibieron bien a los bebes, y a Ángel y Beak se les dio una pequeña casa al lado de la Mansión X para criar a su familia. Beak se puso en la "clase especial", impartida por el nuevo X-Man, Xorn. Una vez más, la confianza de Beak se traiciona cuando Xorn se revela como un villano e impostor de Magneto. Beak se unió a su Hermandad de Mutantes Diabólicos junto con el resto de la "clase especial", incluyendo a Angel y sus hijos.Beak estaba contento al principio, pero cuando el "Xorneto" comenzó a matar seres humanos, Beak se rebeló y casi pierde la vida como resultado. Xorn lo lanzó en el aire contra un coche. Beak saltó, trató de volar y cayó en la calle, apenas sobreviviendo. Más tarde se unió a un grupo de la resistencia de los estudiantes, dirigidos por Cíclope. Entre los miembros del grupo estaban las Stepford Cuckoos y Dust. Más tarde, fue el primero en atacar a la Hermandad. Atacó a Xorn con el bate de béisbol de metal y fue derrotado rápidamente.

### Exiles
Después de ayudar a Cíclope a derrocar a Magneto, Beak se vio obligado a unirse a los Exiles, un grupo de deslizadores temporales. Esto le causó a separarse de Ángel, que ahora piensa que él la dejó. La persona que da a los Exiles sus misiones, el Timebroker, dice que Beak está destinado, en el futuro, para salvar las vidas de todas las personas que conoce. Beak salvó la vida de todos en el multiverso Marvel mediante la presentación de la estrategia para vencer a la versión malvada aparentemente invencible de Hyperion. Luego fue enviado a casa, pero regresó durante la Dinastía de M. Como resultado de los efectos del Día-M, Beak, su esposa Angel y sus hijos (a excepción de Tito) han perdido sus poderes y por lo tanto su aspecto "horrible", y ahora por fin son capaces de vivir felizmente.

### New Warriors
Barnell (bajo el alias Barry), visitó, durante meses, en el restaurante donde la mutante venezolana Sofía Mantega trabajaba, bajo el pretexto de que él se sentía atraído por ella y quería que le concediera una cita. Esto fue revelado como una prueba, de determinación y confianza para Sofía, para que se uniera a los New Warriors. Barnell revela en su "cita" que había estado trabajando durante un tiempo con estos New Warriors, y que no tenía ningún atractivo para ella más que la amistad que habían mantenido cuando ella lo conoció como Beak. Después de revelar quién es y para quién está trabajando,la lleva a la sede de los New Warriors, donde se revela Night Trasher, el nuevo líder del equipo. Barnell se ha unido a los New Warriors bajo el disfraz de Blackwing. Blackwing demuestra que tienen el poder de volar y lanzar ráfagas de energía, que se derivan de un traje de poder. Angel es también un miembro del grupo bajo el nombre de Tempest. Ambos permanecen con el equipo hasta que se disuelve.

### Vengeance
En la serie Vengeance (en España, La venganza de los villanos), se ve a la pareja formada por Barnell y Angel, trabajando como controladores informáticos para la Brigada Juvenil dirigida por Ultimate Nullifier, que se enfrenta a Magneto durante su cita con Stacy X.

## Poderes
Durante su etapa en New Warrios Beak llevaba un traje de cuerpo completo que le da la capacidad de volar, fuerza sobrehumana, y explosiones de energía, así como darle una mayor protección.
Las habilidades de Beak probablemente no se habían desarrollado plenamente, cuando perdió sus poderes mutantes. Sin embargo, se sabe que tenía huesos huecos, agilidad mejorada, y que todo su cuerpo estaba cubierto de plumas. Él había demostrado una capacidad limitada para planear en el aire, pero no había dominado el vuelo controlado. Su resistencia parecía ser mejorada ya que ha caído varias veces de grandes alturas sin sufrir ningún daño significativo. Una caída desde esa altura lo hubiera gravemente herido o matado si fuera un ser humano ordinario. Él también tenía la capacidad de utilizar su pico como un arma y picotear a sus oponentes.

## Otras versiones

### Ha llegado el mañana
El nieto de Beak, Tito Bohusk Jr, el hijo de su hijo Tito Bohusk, se mostró como un miembro de los X-Men en la línea de tiempo futura "Ha llegado el mañana" ("Here Comes Tomorrow"). Se le mostró con una mutación completamente desarrollada, con un pico real, garras y plumas que cubren todo su cuerpo, así como con capacidad de vuelo de alas que se pliegan a lo largo de sus brazos. Vio a su abuelo como una inspiración. 
Tito era un mutante con una cabeza de águila, el pecho y las alas completamente emplumados y llevaba el bate de titanio de su abuelo. 
Su padre, Tito Sr. es el único miembro del clan Bohusk que retuvo su mutante X-gen después del Día-M, dejando la posibilidad de que un mutante Tito Jr., nacería con el tiempo. Tito Sr. es el hijo de Beak y Ángel Salvadore, nacido en el Instituto Xavier cuando ambos todavía tenían sus poderes. Tiene cinco hermanos, sólo dos de los cuales tienen nombres que son conocidos por el lector (Kara y Axel), y todos ellos, excepto Tito, perdieron sus poderes mutantes junto con sus padres.

### Marvel Zombies
Beak es visto con otros personajes con características de ave (como Falcon y el Buitre) en la tercera parte de la saga Marvel Zombies.